# San Maruta
Maruta (IV secolo – 415) è stato un arcivescovo e santo siro, venerato dalle Chiese cristiane.

## Biografia
Già monaco, fu vescovo di Maiferqat in Mesopotamia (oggi Silvan in Turchia) e amico di Giovanni Crisostomo.
Per cercare aiuto contro le difficoltà della Chiesa d'Oriente, messa in ginocchio dalla persecuzione di Sapore II, Maruta si recò a Costantinopoli, ma non trovò soddisfazione dall'imperatore Arcadio, già impegnato a risolvere la questione dell'esilio di Giovanni Crisostomo. 
Decise dunque di recarsi personalmente alla corte di Persia; lì, nonostante l'opposizione dei locali Magi, si guadagnò la stima dello scià Yazdgard I per la propria affabilità, la propria rettitudine e per la conoscenza della pratica medica. Yazdgard I decise quindi di tollerare i cristiani, i quali per tutto il resto del suo regno vissero in pace. Durante questo periodo (399-415 circa) Maruta si dedicò a ricostruire ciò che era andato distrutto. Compilò gli "Atti" delle violente persecuzioni anticristiane scatenate negli anni passati dai re persiani e raccolse una innumerevole serie di reliquie, che meritarono alla città il nome di Martiropoli. 
Come vescovo fu presente al Concilio ecumenico di Costantinopoli del 381 e a un concilio locale ad Antiochia di Siria nel 383 (o 390), durante il quale venne condannata la dottrina dei Messaliani.
Fu tra gli organizzatori del Concilio di Seleucia-Ctesifonte (410), che portò al riconoscimento ufficiale della Chiesa d'Oriente da parte dello scià di Persia. Conoscitore della lingua greca, preparò un lessico di termini greci con le corrispondenze siriache per facilitare il lavoro dei padri conciliari.

## Opere
L'elenco delle opere di San Maruta comprende:
- Atti dei martiri persiani;
- Storia del Concilio di Nicea;
- una traduzione in siriaco dei canoni del concilio di Nicea;
- Atti del Concilio di Seleucia-Ctesifonte (26 canoni del sinodo del 410);
- inni sull'eucaristia, sulla Croce e sui santi;
- un'anafora per il rito siriaco.

## Culto
Nel Martirologio romano tradizionale è ricordato il 16 febbraio con questo elogio:
È il patrono dell'Iran.